# Протонотар
Протонотар је био један од највиших функционера у Хрватској у вријеме феудализма.
Протонотаров задатак је био састављати и овјеравати одлуке банских судилишта, чувати најважније државне документе, водити и овјеравати саборске записнике те чувати бански и државни печат.